# 38 d'Aquari
38 d'Aquari (38 Aquarii) és una estrella de la constel·lació equatorial d'Aquari. Té una magnitud aparent de 5,83.